# Ezgi Mola
Pour les articles homonymes, voir Mola.
Ezgi Mola, de son vrai nom Mercan (prononcé Mèrjan) Ezgi Mola, est une actrice turque de théâtre et de cinéma, née le 28 mars 1983 à İstanbul en Turquie,

## Filmographie sélective
- 2010 : Veda de Zülfü Livaneli : Latife Hanım
- 2019 : Qui a tué Lady Winsley ? de Hiner Saleem : Azra, la propriétaire de l'hôtel
- 2021 : Hey there!